# Greenville (California)
Greenville es un lugar designado por el censo en el condado de Plumas en el estado estadounidense de California. En el año 2000 tenía una población de 1.160 habitantes y una densidad poblacional de 56 personas por km².

## Historia
El pueblo maidu vivió en el valle alrededor de la actual Greenville durante siglos cuando llegaron los colonos europeos en la década de 1850. Entre las primeras estructuras construidas en la comunidad se encontraba una casa de huéspedes operada por la señora y el señor Green. La comunidad recibió su nombre de este, quien murió en el colapso de la primera presa de Round Valley. Cuando Henry C. Bidwell llegó en 1862 y abrió un puesto comercial, varios dueños de negocios se mudaron de Round Valley a Greenville.
Cheney Lumber Company construyó un aserradero cerca de Greenville.

### Incendio de 1881
Un incendio destruyó muchos edificios en 1881; fueron rápidamente reconstruidos. La población de Greenville en 1882 era 500.

### Incendio de 2021
El 4 de agosto de 2021, aproximadamente el 75 % de los edificios de Greenville fueron destruidos por el incendio Dixie, el incendio forestal individual más grande (es decir, no complejo) en la historia del estado y el segundo más grande en general (después del incendio del August Complex de 2020). Los bomberos declararon destruidas la biblioteca, el departamento de bomberos y la mayoría de las casas del centro.

## Geografía
Greenville se encuentra ubicado en las coordenadas 40°8′24″N 120°57′5″O / 40.14000, -120.95139. Según la Oficina del Censo, la localidad tiene un área total de 20,7 km² (8 mi²), de la cual 20,7 km² (8 mi²) es tierra y 0 km² (0 mi²) (0%) es agua.

## Demografía
Según la Oficina del Censo en 2000 los ingresos medios por hogar en la localidad eran de $23,309, y los ingresos medios por familia eran $26,354. Los hombres tenían unos ingresos medios de $27,143 frente a los $24,000 para las mujeres. La renta per cápita para la localidad era de $11,659. Alrededor del 21.0% de la población estaban por debajo del umbral de pobreza.